# ディグローバリゼーション
ディグローバリゼーション（英: deglobalization）とは、グローバリゼーションを脱する主張や現象である。脱グローバリゼーションともいう。
狭義では、2008年9月15日のリーマン・ブラザーズ破綻に端を発する金融危機の拡大によって、世界的に貿易や資本移動が停滞する現象のこと。